# George Hesekiel
Johann George Ludwig Hesekiel (né le 12 août 1819 à Halle (Saale) et décédé le 26 février 1874 à Berlin) est un journaliste et écrivain allemand. Il est également connu sous le pseudonyme Crescenzio Schwertinger.

## Biographie
George Hesekiel est le fils du général Friedrich Hesekiel (de) et d'Emma Hesekiel, née Schwarz. Il passe la plus grande partie de son enfance et de son adolescence au domicile de ses grands-parents. Son grand-père fait partie du cercle d'ami de Johann Wilhelm Ludwig Gleim, et c'est ainsi que George entre rapidement en contact avec la littérature.
Il fréquente l'école du cloître de Roßleben. En 1839, il commence ses études d'histoire et de philosophie à l'université d'Iéna, avant de changer pour l'université de Halle. Il suit là-bas les cours d'histoire d'Heinrich Leo et de l'écrivain Friedrich de La Motte-Fouqué. En 1841, il poursuit ses études de littérature et de journalisme au sein de l'université université Humboldt de Berlin.
En 1842, juste après la fin de ses études, il entreprend un voyage en France, qui influence beaucoup ses écrits historiques par la suite. En 1843, il retourne en Allemagne, où il commence à travailler en tant que journaliste. En 1845, il est embauché par Heinrich August Pierer dans la rédaction de l'Piererschen Universallexikon à Altenburg. À côté de cela, il participe à l'écriture du journal littéraire Rosen.
Il épouse à Altenburg Elisabeth Förster, fille de l'écrivain Leberecht Förster. De ce mariage naissent deux filles, dont la future écrivaine Ludovica Hesekiel (de).
En avril 1848 il fonde à Zeitz le journal conservateur « Der patriotische Hausfreund », avant en novembre de déménager à Berlin. Là, il collabore à la rédaction du journal « Neuen Preußischen Zeitung », lui aussi conservateur, dans lequel il écrit l'"article français". En 1855, il fonde l'hebdomadaire socio-politique Berliner Revue. À Berlin, il fait également partie du club Tunnel über der Spree (de).

## Écrits de fiction
L’œuvre d'Hesekiel est constituée de plus de 100 tomes différents que ce soit des romans, des nouvelles, des poèmes... L'intérêt principal de cette œuvre de nos jours et le fait qu'elle laisse bien transparaître l'atmosphère de l'époque. Ses premiers écrits sont fortement influencés par son mentor Friedrich de la Motte Fouqué. Il entre toutefois rapidement en contact avec le groupe Jeune-Allemagne. Il est inspiré par Georg Herwegh quand il écrit ses Preussenlieder (chansons prusses). Par la suite, il se tourne vers les romans historiques et prend exemple sur Theodor Fontane, Eugène Sue et Walter Scott. Son livre Buch vom Grafen Bismarck est la première biographie sur le futur chancelier.

## Œuvre

### Romans
- (de) Deutsches Leben im 18. Jahrhundert, Berlin, Schellen-Moritz, 1869

#### Romans sur le Brandenbourg
- (de) Der Henker und sein Kind oder Altenburg vor zweihundert Jahren, Leipzig, 1844
- (de) Das liebe Dorel, die Perle von Brandenburg, Berlin, 1851
- (de) Vor Jena, Berlin, 1859
- (de) Von Jena nach Königsberg, Berlin, 1861
- (de) Bis nach Hohenzieritz, Berlin, 1861
- (de) Stille vor dem Sturm, Berlin, 1862
- (de) Unter dem Eisenzahn, Berlin, 1864
- (de) Lux et umbra, Berlin, 1861
- (de) Vier Junker, Berlin, 1865

#### Romans sur l'histoire française
- (de) Graf d’Anethan d’Entragues, Berlin, 1856
- (de) Von Turgot bis Babeuf: ein socialer Roman, Berlin, 1856
- (de) Hofgeschichten, Berlin, 1859
- (de) Lilienbanner und Trikolore, Berlin, 1859
- (de) Die Dame von Payerne, Berlin, 1864

### Chansons
- (de) Preußenlieder, Magdebourg, 1846
- (de) Der große Churfürst. Kleine Lieder, Berlin, 1851
- (de) Zwischen Sumpf und Sand, vaterländische Dichtungen, Berlin, 1863
- (de) Aus dem Dänenkriege. Neue Preußenlieder, Berlin, 1864
- (de) Neue Gedichte, Berlin, 1866
- (de) Preußische Hoch-Sommer-Zeit. Neue Kriegslieder, Berlin, 1866
- (de) Gegen die Franzosen, preußische Kriegs- und Königslieder, Berlin, 1871

### Divers
- (de) Otto Theodor Freiherr von Manteuffel. Ein preußisches Lebensbild, Berlin, 1851
- (de) Alexander II. Nicolajewitsch, Kaiser von Russland. Eine biographische Notiz, Berlin, 1855
- (de) Nikolaus Pawlowitsch, Kaiser von Russland- Eine biographische Notiz, Berlin, 1855
- (de) Gemischte Gesellschaft. Biographische Skizzen, Berlin, 1867
- (de) Buch vom Grafen Bismarck, Bielefeld, 1869
- (de) Deutsche Kriegs- und Sieges-Chronik 1870–187, Berlin, 1871